# Кларк, Бернардин Томас Эдвард
Бернардин Томас Эдвард Кларк (англ.  Bernardine Thomas Edward Clark OFMCap, 12 ноября 1856 года, Лондон, Великобритания — 26 сентября 1915 года) — католический прелат, епископ, викарий апостольского викариата Аравии с 21 марта 1902 года по 10 июня 1910 год, епископ Порт-Виктории с 10 июня 1910 года по 26 сентября 1915 года, член монашеского ордена капуцинов.

## Биография
Бернардин Томас Эдвард Кларка был рукоположен в священника в 1881 году в монашеском ордене капуцинов.
21 марта 1902 года Римский папа Лев XIII назначил Бернардина Томаса Эдварда Кларка титулярным епископом Тингиса и викарием апостольского викариата Аравии. 1 июня 1902 года состоялось рукоположение Бернардина Томаса Эдварда Кларка в епископа, которое совершил архиепископ Лиона кардинал Пьер-Эктор Кулье в сослужении с апостольским викарием Адена и титулярным епископом Марруэкоса Луи-Каликстом Ласерром и епископом Порт-Виктории Мишелем-Марком Удрисьером.
10 июня 1910 года Римский папа Пий X назначил Бернардина Томаса Эдварда Кларка епископом Порт-Виктории.
Скончался 26 сентября 1915 года.